# Tephritis mongolica
Tephritis mongolica är en tvåvingeart som beskrevs av Friedrich Georg Hendel 1927. Tephritis mongolica ingår i släktet Tephritis och familjen borrflugor. Inga underarter finns listade i Catalogue of Life.